# Hans Karl Schneider (Romanist)
Hans Karl Schneider (* 14. Juli 1912 in Hamburg; † 5. Dezember 1991 ebenda) war ein deutscher Romanist, Hispanist, Galicist, Fremdsprachendidaktiker und Übersetzer.

## Leben und Werk
Schneider wurde an der Universität Hamburg promoviert mit der Arbeit Studien zum Galizischen des Limiabeckens (Orense-Spanien): Lautlehre, Formenlehre, Vokabular. Er war ab 1970 Professor für Spanisch an der Universität Hamburg.
Während der Sprachaufnahmen in Galicien lernte Schneider 1933 Vicente Risco (1884–1963) kennen. Am 13. und 14. Juli 2012 organisierte die Fundación Vicente Risco in Allariz und Lobeira (Prov. Orense) ein Gedenkkolloquium zu Schneiders 100. Geburtstag.

## Weitere Werke
- (mit Gerhard Buck) Spanische Sprachlehre, Hamburg 1941, 7. Auflage 1964
- (Übersetzer) José Ortega y Gasset, Velázquez und Goya. Beiträge zur spanischen Kulturgeschichte, Stuttgart 1955
- (Übersetzer mit Ingelux Schneider-Thomas) Angel Maria de Lera, Fanfaren der Angst. Roman, Hamburg 1960
- (Übersetzer mit Ingelux Schneider-Thomas) Angel Maria de Lera, Glühender Mai. Roman, Hamburg 1961
- (Übersetzer mit Ingelux Schneider-Thomas) Angel Maria de Lera, Spanische Heirat. Roman, Hamburg 1963
- (Übersetzer mit Ingelux Schneider-Thomas) Luis Romero, Die anderen und er. Roman, München 1963